# Теребовлянский район
Теребовля́нский райо́н (укр. Теребовля́нський райо́н) — упразднённая административная единица в центре Тернопольской области Украины. Административный центр — город Теребовля.

## География
Площадь — 1 130 км2 (1-е место среди районов).
Район граничил на севере с Тернопольским, на северо-западе — с Козовским, на северо-востоке — с Подволочисским, на юге — с Бучачским и Чортковским, на западе — с Подгаецким, на востоке — с Гусятинским районами Тернопольской области.
Основные реки — Серет, Стрыпа.

## История
Район образован в 1940 году. 19 марта 1959 года к Теребовлянскому району был присоединён Будановский район.
В ходе административно-территориальной реформы в Украине, в 2020 году район был упразднён, его территория вошла в состав Тернопольского района. На территории района были сформированы Золотниковская, Ивановская, Микулинецкая и Теребовлянская территориальные общины. Территория Великоговиловского сельского совета вошла в состав Хоростковской городской общины, а Будановского сельского совета — в состав Белобожницкой сельской общины Чортковского района.

## Демография
Население района составляет 63 865 человек (данные 2019 г.), в том числе в городских условиях проживают 18 952 человека, в сельских — 44 913 человек.

## Административное устройство
На момент упразднения район включал в себя:
Количество советов:
- городских — 1
- поселковых — 2
- сельских — 41

Количество населённых пунктов:
- городов районного значения — 1
- посёлков городского типа — 2
- сёл — 75

## Населённые пункты
| - Теребовлянский городской совет город Теребовля село Борычевка - Дружбовский поселковый совет пгт Дружба - Микулинецкий поселковый совет пгт Микулинцы село Воля село Конопковка село Кривки - Богатковский сельский совет село Богатковцы - Беневский сельский совет село Бенева - Будановский сельский совет село Буданов село Папирня - Буркановский сельский совет село Бурканов - Великоговиловский сельский совет село Великий Говилов село Малый Говилов - Вербовецкий сельский совет село Вербовцы - Вишневчикский сельский совет село Вишневчик село Вишенки - Гайворонковский сельский совет село Гайворонка - Гвардейский сельский совет село Гвардейское - Глещавский сельский совет село Глещава - Дараховский сельский совет село Дарахов село Каменка село Тютьков - Двуречанский сельский совет село Двуречье - Долгенский сельский совет село Долгое село Дереневка - Долинский сельский совет село Долина село Слободка - Заздровский сельский совет село Заздрость - Зарваницкий сельский совет село Зарваница село Сапова - Золотниковский сельский совет село Золотники - Ивановский сельский совет село Ивановка село Лозовка - Илавченский сельский совет село Илавче - Кобыловолоцкий сельский совет село Кобыловолоки село Млиниское - Котузовский сельский совет село Котузов | - Кровинковский сельский совет село Кровинка - Ладычинский сельский совет село Ладычин - Ласковецкий сельский совет село Ласковцы - Лошневский сельский совет село Лошнев - Маловодовский сельский совет село Маловоды - Могильницкий сельский совет село Новая Могильница село Старая Могильница - Мщанецкий сельский совет село Мшанец - Надречненский сельский совет село Надречное - Островецкий сельский совет село Островец село Гумниска село Застеночное - Подгайчицкий сельский совет село Подгайчики село Зеленче село Малов село Подгора село Семёнов - Плебановский сельский совет село Плебановка село Залавье - Риздвяновский сельский совет село Риздвяны село Зубов - Романовский сельский совет село Романовка - Семиковский сельский совет село Семиковцы село Подруда - Соколовский сельский совет село Соколов село Панталиха село Сокольники - Сороцкий сельский совет село Сороцкое - Сосновский сельский совет село Соснов село Гончарки село Раковец - Струсовский сельский совет село Струсов село Бернадовка село Варваринцы село Налужье - Сущинский сельский совет село Сущин село Остальцы - Хмелевский сельский совет село Хмелевка село Новая Брыкуля село Старая Брыкуля |